# سیگرت افتر سکس

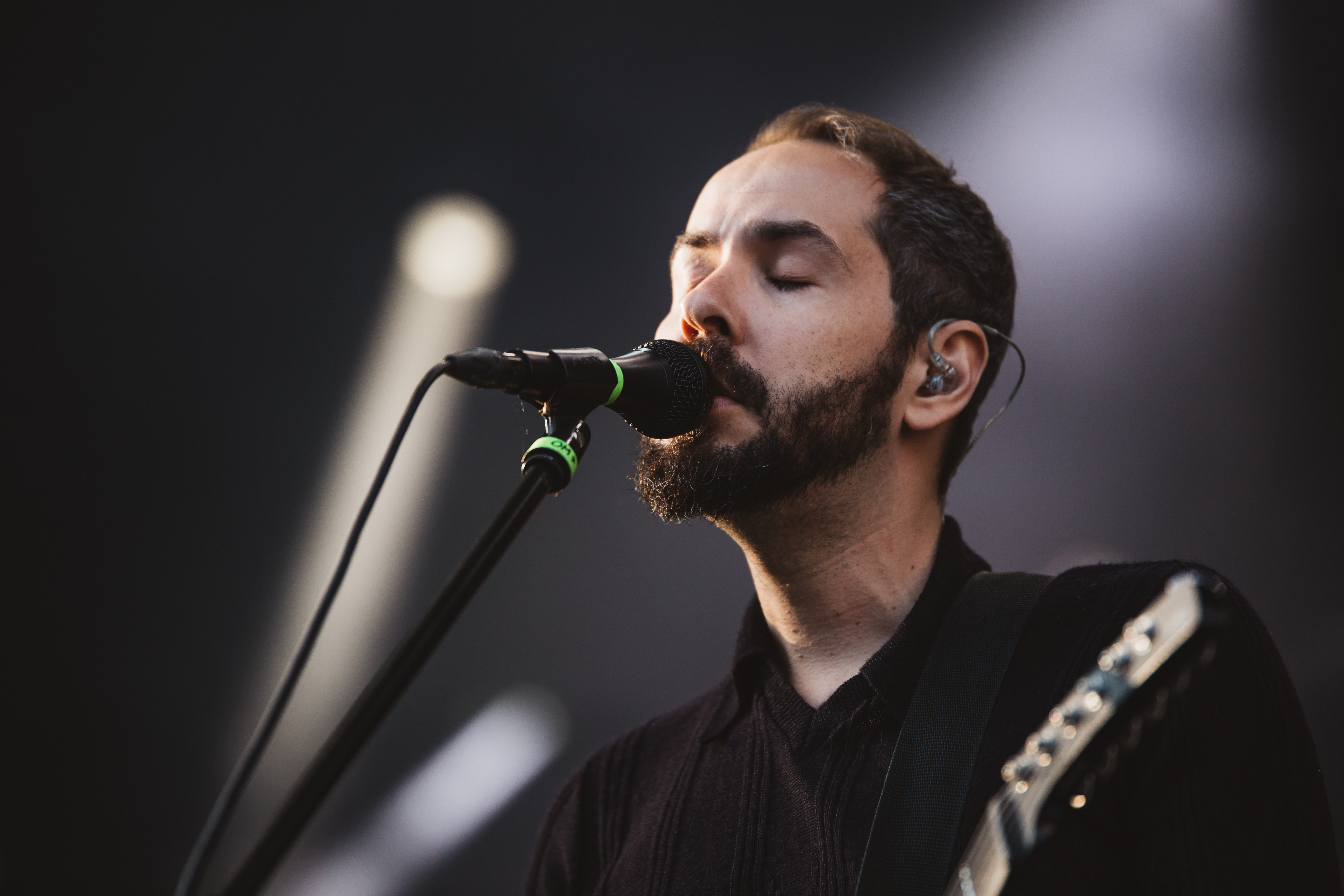
گرگ گونزالس

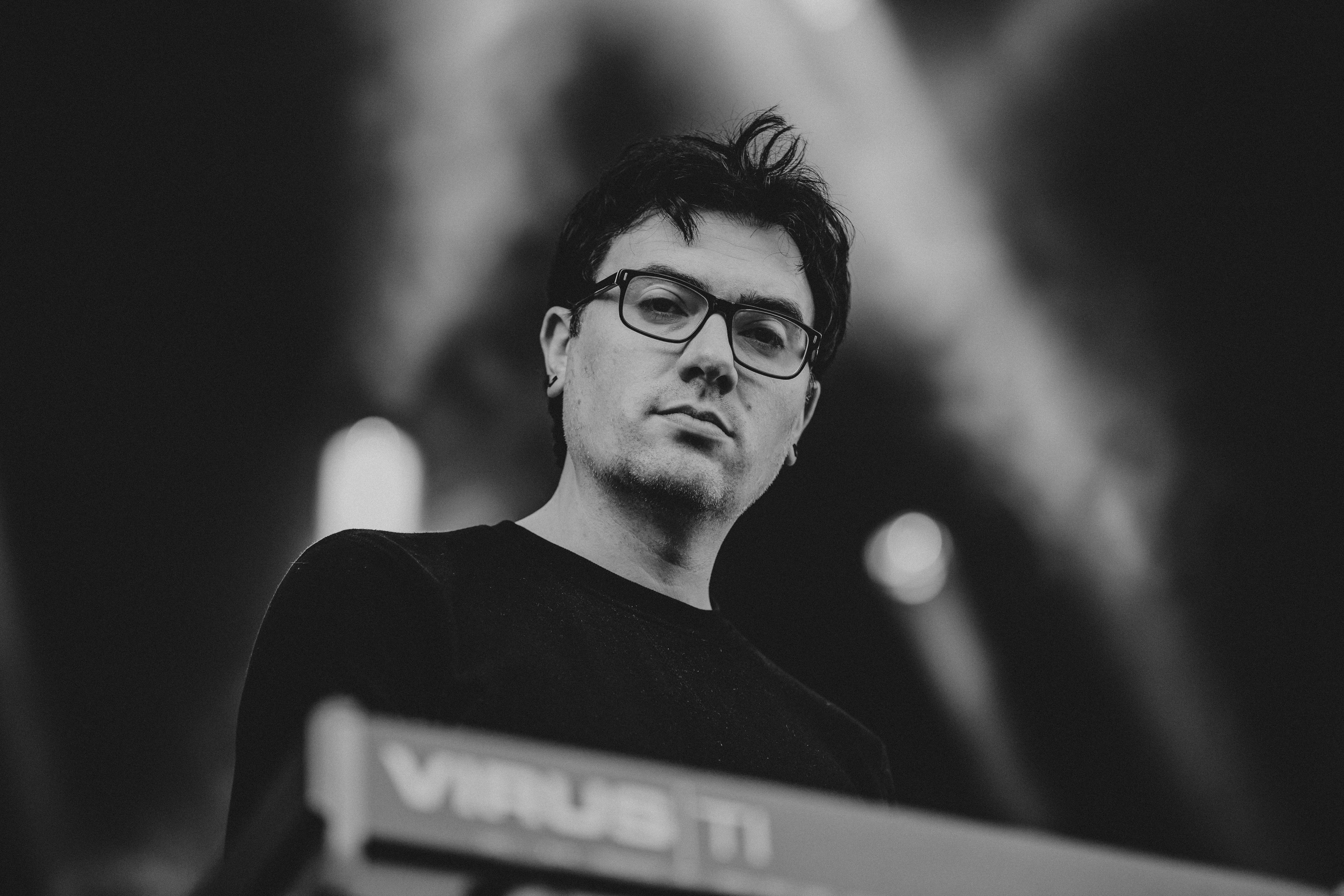
فیلیپ تابز (عضو سابق)

سیگرت افتر سکس (به انگلیسی: Cigarettes After Sex) یک گروه موسیقی دریم پاپ آمریکایی است که در ال پاسو، تگزاس در سال ۲۰۰۸ توسط گرگ گونزالس تشکیل شد. این گروه به دلیل سبک موسیقی اثیری، آرام و اغلب رؤیایی، اشعار اغلب بر اساس مضامین عاشقانه و عشق و همچنین صدای گونزالس که به عنوان «آندروجینی» توصیف شده‌است، شناخته شده‌است. «سیگرت افتر سکس» در حالی به عنوان یک گروه موسیقی پاپ آمبینت به بازار عرضه می‌شود، که به عنوان یک موسیقی شوگزینگ، اِسلو کور و ایندی راک نیز در نظر گرفته می‌شود.
اولین اجرای طولانی گروه (EP), I.، در سال ۲۰۱۲ با آهنگ "هیچی بهت صدمه نمیزنه عزیزم" (به انگلیسی: Nothing's Gonna Hurt You Baby) منتشر شد که در نهایت از طریق مجوز تجاری به موفقیت محقق شد. پس از انتشار تک‌آهنگ مستقل «محبت» (به انگلیسی: Affection) در سال ۲۰۱۵، گروه اولین آلبوم استودیویی با نام خود «سیگرت افتر سکس» در ژوئن ۲۰۱۷ منتشر کرد و بازخوردهای مثبتی دریافت کرد. دومین آلبوم استودیویی گروه با نام "گریه"(به انگلیسی: Cry) در ۲۵ اکتبر ۲۰۱۹ منتشر شد.

## تاریخچه
«سیگرت افتر سکس» در سال ۲۰۰۸، در ال پاسو، تگزاس تشکیل شد. گونزالس اولین «ای پی» را در یک راه پله چهار طبقه در دانشگاه تگزاس در ال پاسو ضبط کرد و این تجربه را «در اصل یک تصادف؛ نوعی آزمایش» نامید.
گونزالس به بروکلین، نیویورک نقل مکان کرد، جایی که تک آهنگ گروه "محبت"(به انگلیسی: Affection) در سال ۲۰۱۵ همراه با کاور آهنگ " Keep On Loving You " از REO Speedwagon ضبط و منتشر شد.
سیگرت افتر سکس، از طریق پیشنهادهای موسیقی در یوتیوب محبوب شد و سپس منجر به اجراهای زنده در سراسر اروپا، آسیا و ایالات متحده گردید. گروه اولین آلبوم استودیویی را، با نام خود، در ۹ ژوئن ۲۰۱۷ منتشر کرد.
در اوت ۲۰۱۹ گروه دومین آلبوم استودیویی خود را با عنوان Cry به همراه تک آهنگ Heavenly اعلام کرد. این آلبوم در ۲۵ اکتبر ۲۰۱۹ منتشر شد.
آهنگ جدیدی با عنوان «تپانچه» (به انگلیسی: Pistol) در نوامبر ۲۰۲۲ منتشر شد.
دو ترانه جدید به نام «آدامس بادکنکی» (به انگلیسی: Bubblegum) و «توقف انتظار» (به انگلیسی: Stop Waiting) در ژوئیه ۲۰۲۳ منتشر شدند.
در سال ۲۰۲۴، گروه سومین آلبوم استودیویی خود را به نام X's اعلام کرد و تک آهنگ اصلی خود "Tejano Blue" را منتشر کرد. این آهنگ از سال‌های بزرگ شدن گونزالس در زادگاهش الهام گرفته شده است.

## سبک موسیقی و تأثیرات
کریستینا کاکوریس در یکی از فیلم‌های Noisey توسط Vice، «سیگرت افتر سکس» را «عنصری، مبهم و عاشقانه، اما با زیر صدای دوجنسی آندروژن گونزالس» و همچنین «شیرین و احساسی» توصیف می‌کند. همان‌طور که از نام گروه پیداست، این گروه یادآور احساس خوابیدن در تخت‌خواب است، اما ویژگی‌های محیطی آن مانع از آن نمی‌شود که موسیقی باشد که می‌توانید با آن برقصید. گونزالس از فرانسوا هاردی به عنوان خواننده مورد علاقه خود و از مایلز دیویس به عنوان تأثیرگذار یاد می‌کند. در مصاحبه ای با Sound of Boston، او همچنین خاطرنشان کرد که فیلم‌هایی مانند ماجرا (فیلم ۱۹۶۰) و زندگی دوگانه ورونیکا بر حس و حال موسیقیِ آهنگِ «محبت» (به انگلیسی: Affection) و LP تأثیرگذار بودند. این گروه همچنین از آلبوم The Trinity Session کابوی جانکیز، جولی کروز و کوکتو تویینز به عنوان تأثیرگذار نام برد. وبلاگ موسیقی Eardrums Music گروه را «آهسته، رؤیایی و زیبا با آوازهای زیبا، لطیف و اشعار بسیار خوب» توصیف می‌کند و آن را با مزی استار مقایسه می‌کند. وبلاگ نویسان behind Swell Tone، «سیگرت افتر سکس» را به عنوان گروهی توصیف می‌کنند که «پاپ مالیخولیایی و آهسته تولید می‌کند که هر شنونده‌ای را به طرز شیرینی به گیجی بی حال می‌کشاند.»
Jae Pyl با بررسی تک آهنگ «محبت» برای «ایندپندنت‌موزیک‌نیوز» به این نتیجه می‌رسد که «در صدای «سیگرت افتر سکس» چنان صمیمیتی وجود دارد که غیرممکن است آن را به سینهٔ خود راه ندهید.»

## اعضا
از زمان آغاز به کار در سال ۲۰۰۸، این گروه شامل تعدادی از اعضا و همکاران مختلف به رهبری گرگ گونزالس بوده‌است:

### اعضای کنونی
- گرگ گونزالس – بنیان‌گذار، خواننده اصلی، گیتار الکتریک، گیتار آکوستیک
- راندال میلر – باس
- جیکوب تامسکی – درامز

### اعضای سابق
- فیلیپ تابز - کیبورد، گیتار الکتریک
- گرگ لی - درامز
- استیو هررادا – کیبورد
- امیلی دیویس - گیتار آکوستیک
- جاش مارکوس - کیبورد

## دیسکوگرافی

### آلبوم‌های استودیویی
| عنوان          | جزئیات                                         | اوج موقعیت‌های نمودار | اوج موقعیت‌های نمودار | اوج موقعیت‌های نمودار | اوج موقعیت‌های نمودار | اوج موقعیت‌های نمودار | اوج موقعیت‌های نمودار | اوج موقعیت‌های نمودار | اوج موقعیت‌های نمودار | اوج موقعیت‌های نمودار | اوج موقعیت‌های نمودار | گواهینامه‌ها                        |
| عنوان          | جزئیات                                         | ایالات متحده         | استرالیا             | اتریش                | بلژیک                | فرانسه               | آلمان                | هلند                 | پرتغال               | سوئیس                | انگلستان             | گواهینامه‌ها                        |
| -------------- | ---------------------------------------------- | -------------------- | -------------------- | -------------------- | -------------------- | -------------------- | -------------------- | -------------------- | -------------------- | -------------------- | -------------------- | ---------------------------------- |
| سیگرت افتر سکس | - تاریخ انتشار: ۹ ژوئن ۲۰۱۷ - لیبل: پارتیزان   | ۱۵۱                  | ۹۶                   | ۱۸                   | ۵                    | ۴۲                   | ۳۸                   | ۵۳                   | ۲۱                   | ۲۱                   | ۲۷                   | - RIAA: طلا - BPI: طلا - SNEP: طلا |
| گریه           | - تاریخ انتشار: ۲۵ اکتبر ۲۰۱۹ - لیبل: پارتیزان | ۱۵۲                  | ۶۱                   | ۲۶                   | ۸                    | ۲۷                   | ۲۹                   | ۳۷                   | ۱                    | ۱۹                   | ۳۶                   |                                    |
| X's            | - تاریخ انتشار: 12 ژوئیه ۲۰۲۴ - لیبل: پارتیزان |                      |                      |                      |                      |                      |                      |                      |                      |                      |                      |                                    |

### اجراهای تمدید شده
| عنوان | جزئیات                                          | اوج موقعیت‌های نمودار    |
| عنوان | جزئیات                                          | جدول تک‌آهنگ‌های بریتانیا |
| ----- | ----------------------------------------------- | ----------------------- |
| من.   | - تاریخ انتشار: ۲۱ ژوئیه 2012 - برچسب: پخش شخصی | ۲                       |

### تک آهنگ‌ها
| محبت                                                                  | ۲۰۱۵ | —  | —  | —  | —  | —  | —  | —   | —  | —  | —   | تک آهنگ بدون آلبوم                                                 |                |
| K.                                                                    | ۲۰۱۶ | —  | —  | —  | —  | —  | —  | —   | —  | —  | —   | - RIAA: پلاتین - BPI: نقره                                         | سیگرت افتر سکس |
| آخر الزمان                                                            | ۲۰۱۷ | ۱۶ | ۸۵ | ۸۳ | ۸۷ | ۳۱ | ۲۷ | ۱۸۵ | ۲۰ | ۲۵ | ۱۷۴ | - آرآی‌اِی‌اِی: ۲× پلاتین - BPI: طلا - IFPI GRE: پلاتین - SNEP: پلاتین | سیگرت افتر سکس |
| هر بار که عاشق می‌شوی                                                  | ۲۰۱۷ | —  | —  | —  | —  | —  | —  | —   | —  | —  | —   |                                                                    | سیگرت افتر سکس |
| شیرین                                                                 | ۲۰۱۷ | —  | —  | —  | —  | —  | —  | —   | —  | —  | —   |                                                                    | سیگرت افتر سکس |
| شکستن                                                                 | ۲۰۱۸ | —  | ۸۶ | —  | —  | —  | —  | —   | —  | —  | —   | تک آهنگ بدون آلبوم                                                 |                |
| ماه نئون                                                              | ۲۰۱۸ | —  | —  | —  | —  | —  | —  | —   | —  | —  | —   |                                                                    |                |
| بهشتی                                                                 | ۲۰۱۹ | —  | ۶۴ | —  | ۵۷ | —  | —  | —   | —  | —  | —   | گریه                                                               |                |
| عاشق شدن                                                              | ۲۰۱۹ | —  | —  | —  | —  | —  | —  | —   | —  | —  | —   | گریه                                                               |                |
| تو تنها چیزی هستی که می‌خواهم                                          | ۲۰۲۰ | —  | —  | —  | —  | —  | —  | —   | —  | —  | —   | تک آهنگ بدون آلبوم                                                 |                |
| تپانچه                                                                | ۲۰۲۲ | —  | —  | —  | —  | —  | —  | —   | —  | —  | —   | تک آهنگ بدون آلبوم                                                 |                |
| آدامس بادکنکی                                                         | ۲۰۲۳ | —  | —  | —  | —  | —  | —  | —   | —  | —  | —   | تک آهنگ بدون آلبوم                                                 |                |
| موسیقی متن موشن پیکچر                                                 | ۲۰۲۳ | —  | —  | —  | —  | —  | —  | —   | —  | —  | —   | تک آهنگ بدون آلبوم                                                 |                |
| تجانو بلو                                                             | ۲۰۲۴ | —  | —  | —  | —  | —  | —  | —   | —  | —  | —   |                                                                    | X's            |
| تاریک خالی                                                            | ۲۰۲۴ | —  | —  | —  | —  | —  | —  | —   | —  | —  | —   |                                                                    | X's            |
| Baby Blue Movie                                                       | ۲۰۲۴ | —  | —  | —  | —  | —  | —  | —   | —  | —  | —   |                                                                    | X's            |
| "—" نشان‌دهنده نسخه‌ای است که در آن منطقه نمودار نشده یا منتشر نشده‌است. |      |    |    |    |    |    |    |     |    |    |     |                                                                    |                |

### دموها
- من می‌توانم تو را ببینم (۲۰۰۹)
- سیگرت افتر سکس (رومیان ۱۳:۹) (۲۰۱۱)

### یادداشت
1. ↑  "K." did not register on the Ultratop 50 Singles chart, but charted as an "extra tip" on the Ultratip chart.[۲۲]
2. ↑  "Neon Moon" did not register on the Ultratop 50 Singles chart, but charted as an "extra tip" on the Ultratip chart.[۲۲]
3. ↑  "Falling in Love" did not register on the Ultratop 50 Singles chart, but charted as an "extra tip" on the Ultratip chart.[۲۲]
4. ↑  "You're All I Want" did not register on the Ultratop 50 Singles chart, but charted as an "extra tip" on the Ultratip chart.[۲۲]